# Bisdom Tagum
Het bisdom Tagum (Latijn: Dioecesis Tagamna) is een rooms-katholiek bisdom met als zetel Tagum, op de Filipijnen. Het bisdom is suffragaan aan het aartsbisdom Davao. 

## Geschiedenis
Het bisdom werd opgericht op 13 januari 1962, als de territoriale prelatuur Tagum, uit delen van de territoriale prelatuur Davao, en was suffragaan aan het aartsbisdom Cagayan de Oro. Op 29 juni 1970 veranderde het van kerkprovincie en werd suffragaan aan het nieuw verheven aartsbisdom Davao. Op 11 oktober 1980 werd het verheven tot bisdom. Het verloor gebied bij de oprichting van het bisdom Mati (1984). 

## Parochies
Het bisdom had in 2022 een oppervlakte van 8.090 km2 en telde 1.892.604 inwoners waarvan 73,1% rooms-katholiek was.

## Ordinarii

### Prelaten
- Joseph William Regan (1 februari 1962 - 16 mei 1980)

### Bisschoppen
- Pedro Rosales Dean (prelaat: 23 juli 1980, bisschop: 11 oktober 1980 - 12 oktober 1985)
  - Ramon Barrera Villena (hulpbisschop: 16 maart 1982 - 17 augustus 1985)
- Wilfredo Dasco Manlapaz (31 januari 1986 - 7 april 2018)
- Medil Sacay Aseo(7 april 2018 - heden)

## Galerij van afbeeldingen

Wapen van het bisdom
Voormalig wapen van de territoriale prelatuur

Davao (aartsbisdom) · Digos · Mati · Tagum